# Mercato El Fontán
Il Mercado de El Fontán, in precedenza noto come Mercado del 19 de octubre (Mercato del 19 ottobre) è la principale piazza coperta della città asturiana di Oviedo. Si trova addossato alla chiesa di Sant'Isidoro.

## Storia
L'attuale edificio del mercato fu costruito in ferro e vetro tra il 1882 e il 1885, progettato da Javier Aguirre Iturralde, si trova sul terreno sul quale vi era il Collegio di San Matteo, dei gesuiti. Prende il nome dalla vicina "piazza del Fontán", antica area di spettacoli teatrali e luogo di posizionamento del mercato.
Nel 1994 viene ristrutturata l'area e nasce la Società di El Fontán S.A., avente come scopo la gestione del mercato e del mercatino delle pulci. Al suo interno vi sono numerosi banchi di prodotti freschi e di servizi di ristoro. Oggigiorno vi si tiene la domenica il mercatino delle pulci.
A suo tempo convisse con gli altri due mercati coperti di Oviedo: il Mercado de El Progreso (demolito a metà del XX secolo) e il Mercado de Trascorrales, "La Pescaderia".

## Stile

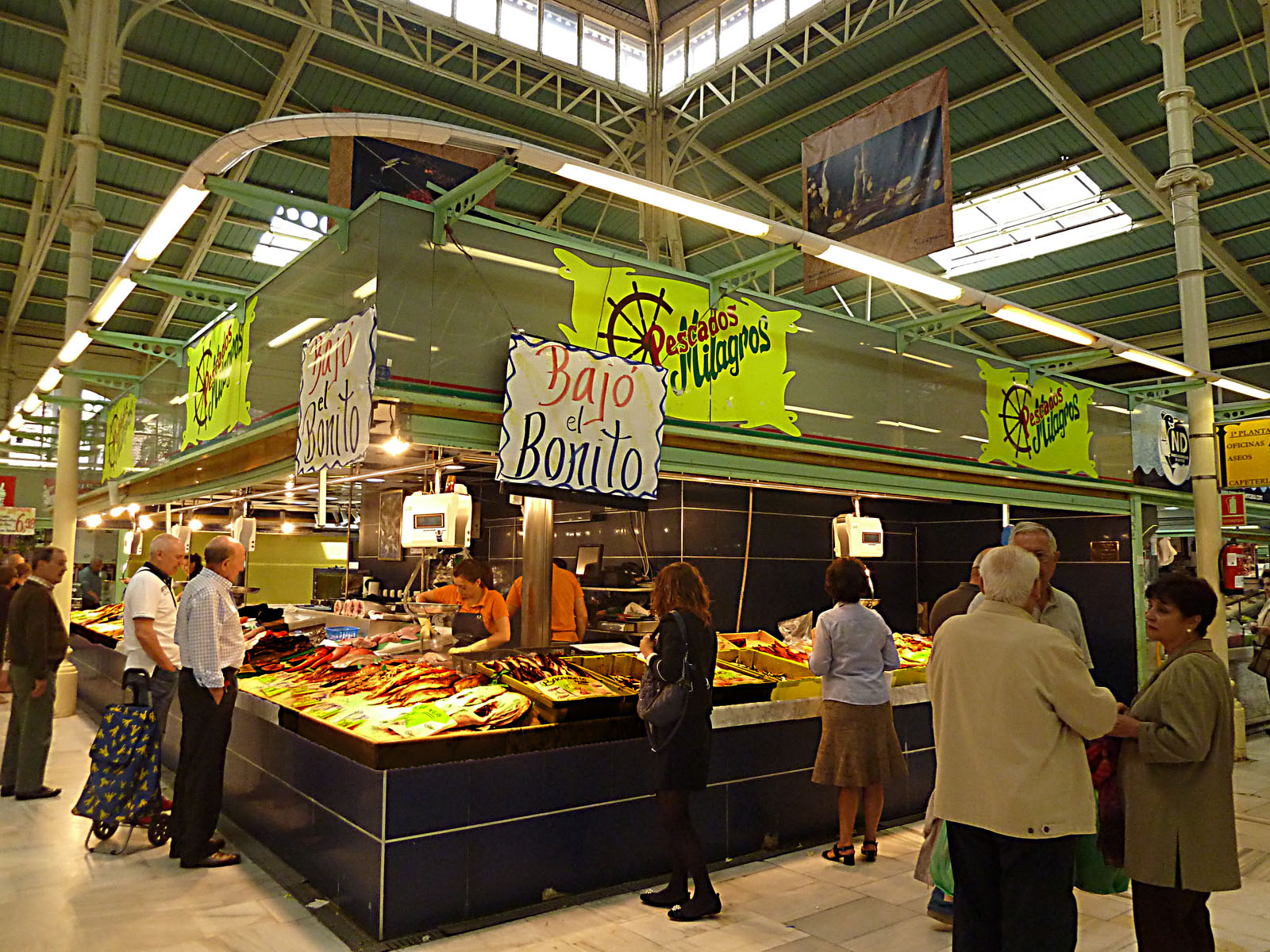
Interno del mercato El Fontán: banco di pesce alla zona della Pescaderia

La prima preoccupazione fu quella per gli aspetti di ventilazione e illuminazione, seguendo i precetti igienici per questo tipo di edifici; inoltre furono utilizzati nuovi materiali che, in questo caso, si fanno più evidenti che nel Mercado de El Progreso (demolito a metà del XX secolo) e il Mercado de Trascorrales, essendo le pareti esterne un riflesso dell'estetica interna, oltre alla funzione particolare di servire come passaggio coperto della zona.
Javier Aguirre, al momento di progettare l'edificio, rilevò la geometria del terreno e installò le colonne che serviranno a dare una preventiva idea spaziale del mercato: il risultato è stato un edificio a pianta quadrata, cui si aggiunge una parte nord di forma trapezoidale, proprio nel tratto addossato alla chiesa di Sant'Isidoro. A partire da questo, collocò gli altri elementi, come gli accessi, le aree di circolazione e la fontana. Inoltre, tenendo conto che per questo tipo di costruzioni si seguono normalmente criteri razionalisti, si può spiegare il fatto che gli spazi interni nei quali si divide la pianta, si riflettono all'esterno in sezione e nella copertura. Quest'ultima segue l'idea proposta da Cándido González per il suo Mercado de Trascorrales al momento di elevare la parte centrale per porvi gli spazi per la ventilazione e l'illuminazione: la differenza è, che in questo caso, Javier Aguirre elevò più corpi del tetto a diverse altezze, dando alla copertura una maggior complessità.

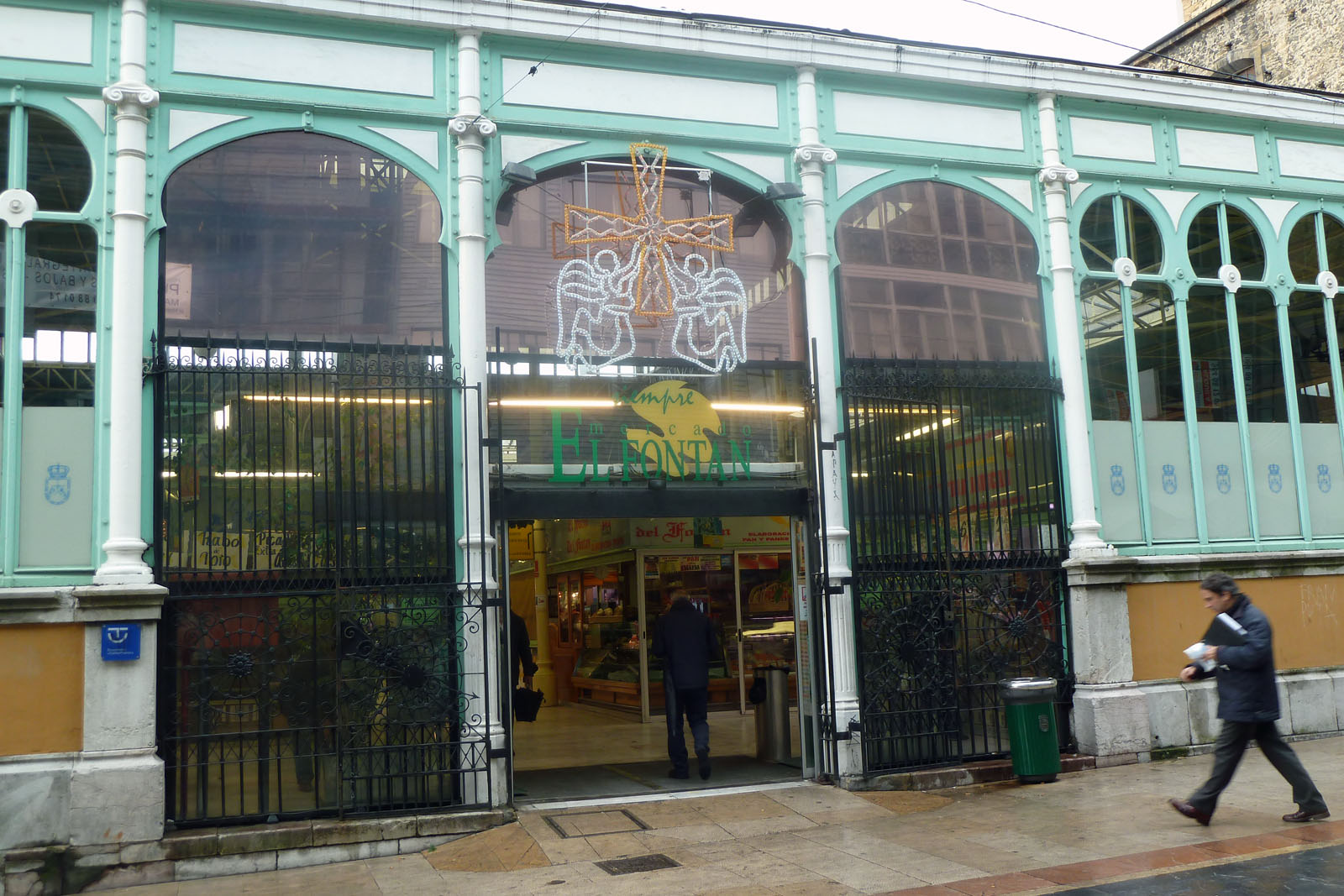
Un ingresso al mercato

Riguardo alla chiusura, si può vedere come essa segua le idee razionaliste, dividendo le facciate in moduli regolari, con una base in pietra sulla quale si trovano serie di quattro grandi vani allungati che terminano in archi a ferro di cavallo e che sono inquadrati da fini colonne di ordine ionico in ferro (l'eclettismo che andava di moda in quel momento nella città si vede inoltre riflesso in questo tipo di costruzioni). Su tutto ciò si trova un fregio di lamiera di ferro che sostiene a sua volta una cornice che fa le veci di un canalone.